# Marlies Rostock
Marlies Rostock (20 aprile 1960) è un'ex fondista tedesca.

## Palmarès

### Olimpiadi
- 1 medaglia:
  - 1 oro (Lake Placid 1980 nella staffetta 4x5 km)

### Mondiali
- 1 medaglia:
  - 1 argento (Lahti 1978 nella staffetta 4x5 km)